# Czesław Żelichowski
Czesław Marek Żelichowski (ur. 19 września 1960 w Jaworznie) – polski polityk, politolog i samorządowiec, senator VI kadencji.

## Życiorys
Ukończył politologię na Wydziale Nauk Społecznych Uniwersytetu Śląskiego. W latach 1990–1995 pracował jako dyrektor śląskiego oddziału Ruchu, następnie do 2002 był dyrektorem ds. sprzedaży „Dziennika Zachodniego”. Był także zastępcą dyrektora Miejskiego Centrum Kultury i Sportu w Jaworznie oraz pełnomocnikiem prezydenta tego miasta ds. nadzoru właścicielskiego.
Należał do Stronnictwa Konserwatywno-Ludowego i Przymierza Prawicy, z którym przystąpił do Prawa i Sprawiedliwości. Od 1994 do 1998 zasiadał w radzie miasta Jaworzno. W latach 1998–2005 był radnym sejmiku śląskiego (w I kadencji z ramienia AWS, w II kadencji z ramienia PiS). Z ramienia Prawa i Sprawiedliwości bezskutecznie w 2001 ubiegał się o mandat posła, a w 2004 kandydował na eurodeputowanego. W 2005 uzyskał mandat senatorski w okręgu sosnowieckim. W 2007 bez powodzenia ubiegał się o reelekcję. Podjął pracę w MOSiR-ze w Zabrzu. Odszedł z PiS; bezskutecznie kandydował w 2023 do Sejmu z listy Trzeciej Drogi (z rekomendacji Polski 2050) i w 2024 do rady Jaworzna z ramienia KWW Polska 2050 Jaworzno.